# Talaromyces euchlorocarpius
Talaromyces euchlorocarpius är en svampart som beskrevs av Yaguchi, Someya & Udagawa 1999. Talaromyces euchlorocarpius ingår i släktet Talaromyces och familjen Trichocomaceae.   Inga underarter finns listade i Catalogue of Life.